# LV (album)
| Recensione | Giudizio |
| ---------- | -------- |
| AllMusic   |          |

LV è un album dal vivo del supergruppo statunitense Chickenfoot. Originariamente pubblicato come disco bonus insieme ai primi due album del gruppo, è stato successivamente distribuito in edizione limitata di 10 000 copie totali, ciascuna delle quali risulta numerata. Il lato A contiene canzoni registrate nel 2012, mentre il lato B presenta brani già pubblicati all'interno del DVD Chickenfoot: Get Your Buzz On - Live.

## Tracce
Lato A
1. Lighten Up – 6:58 – 12 maggio 2012 (Chicago, IL)
2. Big Foot – 4:21 – 6 giugno 2012 (Seattle, WA)
3. Last Temptation – 4:09 – 6 giugno 2012 (Seattle, WA)
4. Something Going Wrong – 6:42 – 16 maggio 2012 (Boston, MA)

Lato B
1. Oh Yeah – 9:10 – 23 settembre 2009 (Phoenix, AZ)
2. Down the Drain – 6:18 – 23 settembre 2009 (Phoenix, AZ)
3. Turnin' Left – 8:37 – 23 settembre 2009 (Phoenix, AZ)
4. My Kinda Girl – 4:37 – 23 settembre 2009 (Phoenix, AZ)
5. Learning to Fall – 5:58 – 23 settembre 2009 (Phoenix, AZ)

## Formazione
- Sammy Hagar – voce, chitarra ritmica
- Joe Satriani – chitarra solista, tastiere, pianoforte
- Michael Anthony – basso, cori
- Chad Smith – batteria, percussioni nelle tracce 4-9
- Kenny Aronoff – batteria, percussioni nelle tracce 1-3